# Аджапсандалі
Аджапсандалі (груз. აჯაფსანდალი) або аджапсандал (азерб. əcəbsəndəl, вірм.  աջափսանդալ), аджапсанда (узб. ajabsanda) — вегетаріанська страва кавказької (грузинської,  азербайджанської, вірменської) кухні.

## Етимологія назви
- Існує припущення, що в перекладі з тюркських мов означає «яка ти чудова»[2]. Однак підтверджень цієї гіпотези немає.

## Рецепти
Готується з обов'язкових інгредієнтів: баклажани, помідори, солодкий перець, ріпчаста цибуля, часник, пучок кінзи, базилік, рослинна олія, сіль, перець за смаком. Іноді додають картоплю і гострий перець.
Під різними назвами ця страва присутня у кухні всіх кавказьких і багатьох тюркських народів. Європейський аналог цієї страви — овочеве соте. У будь-якому разі для цієї страви беруться невеликі баклажани і свіжі супутні продукти.